# Jan Łukasiewicz
Jan  Łukasiewicz (21 de dezembro de 1878 — 13 de fevereiro de 1956) foi um lógico polonês.
Reconhecido pelo seu desenvolvimento da lógica multivalente (e lógica difusa) e seus estudos sobre a história da lógica, particularmente sua interpretação da lógica aristotélica.

## Dados Biográficos
Łukasiewicz nasceu na cidade atualmente denominada Leópolis, na Ucrânia, conhecida então como Lemberg e pertencente à Áustria-Hungria.
Łukasiewicz ingressou na Universidade de Leópolis, onde estudou matemática e filosofia. Em 1902 obteve seu doutorado, e em 1906 começou a lecionar lógica e filosofia na mesma universidade. Após o recuo das tropas russas da capital da Polônia em Agosto de 1915, a região passou ao controle dos alemães e austro-húngaros e Łukasiewicz foi convidado para lecionar na nova Universidade de Varsóvia, que foi reaberta neste mesmo ano. De seu intercâmbio com Stanisław Leśniewski e outros lógicos e matemáticos poloneses, fundou-se aquilo que ficou conhecido como Escola Lógica da Varsóvia, ou Escola Polonesa de Lógicos, da qual fazia parte Alfred Tarski. Durante este período casou com Regina Barwinska.
A Segunda Guerra Mundial levou muito sofrimento a Łukasiewicz, algo que ele descreveu em sua autobiografia escrita em 1953. Em 1946, ele e sua mulher se encontravam exilados na Bélgica quando Łukasiewicz foi convidado para uma posição na Universidade de Dublin, na Irlanda, onde permaneceu até falecer.

## Obras
Os trabalhos de Łukasiewicz se inserem majoritariamente na área da lógica. No entanto, ele também desenvolveu uma filosofia da ciência de caráter antiindutivo similar à filosofia de Karl Popper.

### Axiomatização da Lógica Proposicional
Um dos aspectos mais conhecidos do trabalho de Łukasiewicz são suas elegantes axiomatizações da lógica proposicional. Uma dessas axiomatizações consiste apenas de três axiomas que, em notação moderna, poderiam ser escritos da seguinte forma:
- {\displaystyle (p\rightarrow q)\rightarrow ((q\rightarrow r)\rightarrow (p\rightarrow r))}
- {\displaystyle p\rightarrow (\neg p\rightarrow q)}
- {\displaystyle (\neg p\rightarrow p)\rightarrow p)}

A partir dos axiomas acima, as fórmulas válidas da lógica proposicional podem ser inferidas via substituição e/ou modus ponens. Łukasiewicz também apresentou a revisão de um sistema axiomático de Nicod que usa apenas um conectivo e possui apenas um axioma.

### Notação para Lógica Proposicional
Outra grande conquista de Łukasiewicz foi uma notação para lógica proposicional não ambígua o suficiente para permitir a eliminação de parênteses e outros sinais usados para determinar o escopo dos conectivos lógicos. A notação ficou conhecida como notação polonesa em referência à nacionalidade de seu criador. Nesta notação, os conectivos lógicos são pré-fixados ao invés de in-fixados como ocorre na notação usual. Aquilo que em notação usual escreve-se como "{\displaystyle p\land q}","{\displaystyle p\vee q}", "{\displaystyle p\rightarrow q}", "{\displaystyle p\leftrightarrow q}" e "{\displaystyle \neg p}" (conjunção, disjunção, condicional, bicondicional e negação) podem ser escritos em notação polonesa como "Kpq", "Apq", "Cpq", "Epq" e "Np", respectivamente. Na notação de Łukasiewicz, os conectivos unem a letra à sua direita e a expressão que se segue, eliminando assim a ambiguidade presente na notação usual sem necessidade de formas sintáticas auxiliares. Para ilustrar isso, vejamos os seguintes exemplos:
- {\displaystyle r\land (p\rightarrow q)} em notação polonesa: KrCpq
- {\displaystyle (r\land p)\rightarrow q} em notação polonesa: CKrpq (note que há uma diferença entre CKrpq e CKrKpq, sendo esta última uma fórmula mal-formada)

Além de eliminar a ambiguidade presente em notações in-fixadas, a notação possui ainda outra vantagem: ela permite um simples teste para separar fórmulas bem-formadas de fórmulas mal-formadas. O teste consiste em contar o número de conectivos binários (C, K, A e E) e letras sentenciais do começo da fórmula até o final: o número de letras sentenciais deve ser maior que o número de conectivos somente ao final da fórmula e não antes.
A notação de Łukasiewicz possui importância teórica na Ciência da Computação.

## Curiosidades
- O asteróide 27114 Lukasiewicz foi batizado em sua homenagem.
- Uma notação inspirada na de Łukasiewicz só que pós-fixada ao invés de pré-fixada, chamada notação polonesa inversa, permanece em uso em algumas das calculadoras da Hewlett-Packard como a HP 12C, assim como nas linguagens de programação Postscript e Forth.
- No Anime/Mangá Hetalia Axis Powers, "Łukasiewicz" é o sobrenome humano da personificação da Polônia, em sua referencia.